# Tucker (Familienname)
Tucker ist ein ursprünglich berufsbezogener englischer Familienname, abgeleitet von dem altenglischen tucian mit der Bedeutung „jemand, der Stoff walkt“.

## Namensträger

### A
- Abi Tucker (Abigail Anne Tucker; * 1973), australische Schauspielerin und Sängerin
- Al Tucker (1942–2001), US-amerikanischer Basketballspieler
- Alando Tucker (* 1984), US-amerikanischer Basketballspieler
- Albert Tucker (Maler) (1914–1999), australischer Maler
- Albert William Tucker (1905–1995), US-amerikanischer Mathematiker
- Alijah Vera-Tucker (* 1999), US-amerikanischer American-Football-Spieler
- Anthony G. Tucker (* 1969), US-amerikanischer Basketballspieler
- Anthony Leon Tucker, genannt P. J. Tucker (* 1985), US-amerikanischer Basketballspieler
- Arnold Tucker (1924–2019), US-amerikanischer Oberstleutnant und Footballspieler

### B
- Barbara Tucker (* 1967), US-amerikanische Sängerin
- Ben Tucker (1930–2013), US-amerikanischer Jazzbassist
- Benjamin Tucker (1854–1939), US-amerikanischer Journalist und Anarchist
- Bernard Tucker (1901–1950), britischer Ornithologe und Hochschullehrer
- Bessie Tucker (≈1906–1933), US-amerikanischer Bluesmusikerin
- Beverley D. Tucker (1846–1930), US-amerikanischer Geistlicher, Bischof der Episkopalkirche der Vereinigten Staaten von Amerika
- Bobby Tucker (1923–2008), US-amerikanischer Jazzmusiker
- Brett Tucker (* 1972), australischer Schauspieler und Sänger

### C
- C. Delores Tucker (1927–2005), US-amerikanische Bürgerrechtlerin
- Charles Comyns Tucker (C. C. Tucker; 1843–1922), britischer Bergsteiger
- Charlotte Maria Tucker (1821–1893), britische Schriftstellerin
- Chris Tucker (* 1971), US-amerikanischer Schauspieler
- Christopher Tucker (1941–2022), britischer Maskenbildner
- Clay Tucker (* 1980), US-amerikanischer Basketballspieler
- Cole Tucker (Pornodarsteller) (1953–2015), US-amerikanischer Pornodarsteller
- Cole Tucker (Baseballspieler) (* 1996), US-amerikanischer Baseballspieler
- Cole Tucker (Footballspieler) (* 1999), US-amerikanischer Canadian-Football-Spieler
- Colm Tucker (1952–2012), irischer Rugby-Union-Spieler
- Corin Tucker (* 1972), Musikerin

### D
- Daniel Tucker (1575–1625), britischer Gouverneur von Bermuda
- Darcy Tucker (* 1975), kanadischer Eishockeyspieler
- Dave Tucker (* 1969), britischer Drehbuchautor
- David Gordon Tucker (1914–1990), britischer Ingenieur und Historiker
- Dennis Tucker (* 1928), britischer Speerwerfer
- Duncan Tucker (* 1953), US-amerikanischer Filmregisseur, Filmproduzent und Drehbuchautor

### E
- Earl Snakehips Tucker (1906–1937), US-amerikanischer Tänzer und Entertainer
- Ebenezer Tucker (1758–1845), US-amerikanischer Politiker
- Evelyn Tucker (1906–1996), US-amerikanische Offizierin und Galeristin

### F
- Forrest Tucker (1919–1986), US-amerikanischer Schauspieler
- Frederick Tucker, Baron Tucker (1888–1975), britischer Jurist
- Frederick Booth-Tucker (1854–1928), wichtiges Mitglied der Heilsarmee und maßgeblich am Aufbau der Heilsarmee in Indien beteiligt

### G
- George Tucker (Politiker) (1775–1861), US-amerikanischer Politiker
- George Tucker (Musiker) (1927–1965), US-amerikanischer Jazzmusiker
- George Tucker (Rennrodler) (* 1947), puerto-ricanischer Rennrodler und Physiker
- Gideon J. Tucker (1826–1899), US-amerikanischer Jurist, Zeitungsredakteur und Politiker
- Glenn Tucker (1892–1976), US-amerikanischer Autor, Journalist und Historiker

### H
- Henry Tucker (Komponist) (1826–1882), US-amerikanischer Komponist
- Henry Tucker (Politiker) (1903–1986), bermudischer Politiker
- Henry Tucker (Schlagzeuger), US-amerikanischer Schlagzeuger
- Henry St. George Tucker senior (1780–1848), US-amerikanischer Politiker und Jurist
- Henry St. George Tucker III (1853–1932), US-amerikanischer Politiker
- Henry St. George Tucker (Bischof) (1874–1959), US-amerikanischer Geistlicher, Bischof der Episkopalkirche der Vereinigten Staaten von Amerika

### J
- Jeff Tucker (* 1956), US-amerikanischer Rennrodler
- Jeffrey Tucker (* 1963), US-amerikanischer Publizist
- Jerry Tucker (1925–2016), US-amerikanischer Kinderdarsteller
- Jim Guy Tucker (1943–2025), US-amerikanischer Politiker
- John Tucker (Eishockeyspieler) (* 1964), kanadischer Eishockeyspieler und -trainer
- John Randolph Tucker (Admiral) (1812–1883), US-amerikanischer Konteradmiral
- John Randolph Tucker (Politiker) (1823–1897), US-amerikanischer Politiker
- Jonathan Tucker (* 1982), US-amerikanischer Schauspieler
- Joseph Tucker (1832–1907), US-amerikanischer Politiker
- Justin Tucker (* 1989), US-amerikanischer Footballspieler

### K
- Karla Faye Tucker (1959–1998), US-amerikanische Doppelmörderin
- Kenrick Tucker (* 1959), australischer Radrennfahrer
- Kyle Tucker (* 1997), amerikanischer Baseballspieler

### L
- Larry Tucker (1934–2001), US-amerikanischer Schauspieler und Drehbuchautor
- Laura Tucker-Longsworth, belizische Politikerin, Sprecherin des Repräsentantenhauses
- Lisa Tucker (* 1989), US-amerikanische Schauspielerin und Sängerin
- Lorcan Tucker (* 1996), irischer Cricketspieler
- Luther Tucker (1936–1993), US-amerikanischer Bluesgitarrist

### M
- Marcia Tucker (1940–2006), US-amerikanische Kunsthistorikerin, Kunstkritikerin, Kuratorin und Museumsdirektorin
- Margaret Tucker (1904–1996), politische Aktivistin der Aborigines
- Mary Tucker (* 2001), US-amerikanische Sportschützin
- Maureen Tucker (* 1944), US-amerikanische Schlagzeugerin
- Michael Tucker (Schauspieler) (* 1945), US-amerikanischer Schauspieler
- Michael Tucker (Baseballspieler) (* 1971), US-amerikanischer Baseballspieler
- Michael Tucker (* 1990), US-amerikanischer Musiker und Musikproduzent, siehe BloodPop
- Michael S. Tucker (* 1954), US-amerikanischer Generalleutnant
- Mick Tucker (1947–2002), britischer Musiker
- Mickey Tucker (* 1941), US-amerikanischer Jazzpianist und -organist

### N
- Nathaniel Beverley Tucker (Autor) (1784–1851), US-amerikanischer Hochschullehrer, Autor und Richter
- Nathaniel Beverley Tucker (Diplomat) (1820–1890), US-amerikanischer Diplomat
- Ne-Jai Tucker (* 2002), bermudischer Fußballspieler
- Nion Tucker (1885–1950), US-amerikanischer Bobfahrer und Unternehmer

### O
- Orrin Tucker (1911–2011), US-amerikanischer Saxophonist und Bandleader

### P
- P. J. Tucker (* 1985), US-amerikanischer Basketballspieler
- Paul Tucker (Musikproduzent) (* 1968), britischer Musikproduzent und Liedschreiber
- Paul Hayes Tucker (* 1950), US-amerikanischer Kunsthistoriker
- Preston Tucker (1903–1956), US-amerikanischer Autodesigner und -hersteller

### R
- Rachel Tucker (* 1981), nordirische Sängerin und Schauspielerin
- Rayjon Tucker (* 1997), US-amerikanischer Basketballspieler
- Regina Tucker (* 1994), norwegische Rapperin und Sängerin, siehe Myra (Rapperin)
- Reuben H. Tucker (1911–1970), US-amerikanischer General
- Richard Tucker (eigentlich Ruvn Ticker; 1913–1975), US-amerikanischer Sänger (Tenor)
- Richard Tucker (Schauspieler) (1884–1942), US-amerikanischer Schauspieler
- Richard Hawley Tucker (1859–1952), US-amerikanischer Astronom
- Robert Tucker (Mathematiker) (1832–1905), britischer Mathematiker
- Robert Tucker (Choreograf), US-amerikanischer Choreograf
- Robert C. Tucker (Robert Charles Tucker; 1918–2010), US-amerikanischer Politikwissenschaftler und Hochschullehrer
- Robert W. Tucker (Robert Warren Tucker; 1924–2025), US-amerikanischer Politikwissenschaftler
- Rolando Tucker (* 1971), kubanischer Fechter
- Roy Tucker (1951–2021), US-amerikanischer Astronom
- Russell Tucker (* 1990), südafrikanischer Leichtathlet

### S
- Scott Tucker (Rennfahrer) (* 1962), US-amerikanischer Unternehmer und Autorennfahrer
- Scott Tucker (Schwimmer) (* 1976), US-amerikanischer Schwimmer, Olympiasieger
- Scott Tucker (Dirigent) (* 1976), US-amerikanischer Dirigent
- Sean Tucker (* 1973), kanadischer Schauspieler und Filmproduzent
- Sophie Tucker (geb. Sophia Kalish; 1886–1966), US-amerikanische Komödiantin und Sängerin
- Spencer C. Tucker (* 1937), US-amerikanischer Militärhistoriker, Hochschullehrer und Autor
- St. George Tucker (1752–1827), US-amerikanischer Hochschullehrer, Richter und Dichter
- Starling Tucker (1770–1834), US-amerikanischer Politiker

### T
- Talen Horton-Tucker (* 2000), US-amerikanischer Basketballspieler
- Tanya Tucker (* 1958), US-amerikanische Country-Sängerin
- Teddy Tucker (1925–2014), britischer Wracktaucher und Meeresforscher

- Thomas Tudor Tucker (Politiker) (1745–1828), US-amerikanischer Arzt und Politiker
- Thomas Tudor Tucker (Marineoffizier) (1775–1852), britischer Admiral
- Tilghman Tucker (1802–1859), US-amerikanischer Politiker
- Tommy Tucker (Baseballspieler) (1863–1935), US-amerikanischer Baseballspieler
- Tommy Tucker (Bandleader) (1908–1989), US-amerikanischer Sänger, Bandleader und Hochschullehrer
- Tommy Tucker (Bluesmusiker) (1933–1982), US-amerikanischer Bluesmusiker
- Tony Tucker (* 1958), US-amerikanischer Boxer
- Tudor St George Tucker (1862–1906), englischer Maler
- Tui St. George Tucker (1924–2004), US-amerikanische Komponistin und Blockflötistin

### V
- Virginia Tucker (1909–1985), US-amerikanische Mathematikerin

### W
- Walter R. Tucker (* 1957), US-amerikanischer Politiker
- Wayne Tucker (* um 1986), US-amerikanischer Jazzmusiker
- Warwick Tucker (* 1970), schwedisch-australischer Mathematiker
- William Tucker  (* 1935), britisch-amerikanischer Bildhauer
- Wilson Tucker (1914–2006), US-amerikanischer Autor